# 탐라어
탐라어(耽羅語)는 중세 한국어가 제주도에 유입되기 전까지 탐라에서 사용되었다고 가정되는 이론상의 언어이다. 현대의 제주어는 이후 유입된 중세 한국어에서 비롯된 것으로 탐라어와는 계통상 직접적인 관계는 발견되지 않는다.
사실상 자료가 남아있지 않아 고대 탐라의 인명이나 지명 등을 통해 연구가 이루어진다. 삼국 시대의 기록에 의하면, 언어가 한족(韓族)과 다르다는 언급이 있어 한반도 언어와는 관련이 없었을 것으로 추정되나, 이 역시 불확실하다.

## 참고 문헌
- 《탐라어 연구》, 김공칠(金公七), 한국문화사, 1999

## 같이 보기
- 탐라
- 제주도
- 제주어